# 卡累利阿方面军
卡累利阿方面军是苏联苏德战争时期苏德战场最北方的一个方面军。 

## 历史
最高统帅部大本营1941年8月23日决定，北方面军分成卡累利阿方面军于列宁格勒方面军。从拉多加湖北岸沿着斯維里河到奥涅加湖、基洛夫铁路接近地，科拉半岛，到北冰洋海岸线的漫长战线，与芬兰军队与纳粹德军对峙。
战线稳定时期，拉多加湖到奥涅加湖战线的第7集团军从1941年9月至1944年2月直属于苏联最高统帅部大本营。 
1944年6月，卡累利阿方面军与列宁格勒方面军发动了对芬兰的斯维里河—彼得罗扎沃茨克战役，迫使芬兰退出战争。1944年10月，在北冰洋沿岸发动佩察莫—希尔克内斯战役，消灭了德国拉普兰集团军，解放了北挪威。 
1944年11月15日，由于芬兰退出战争，卡累利阿方面军撤销。其野战领率机关转入预备队，驻雅罗斯拉夫尔。1945年4月奉调远东，组成远东方面军滨海军队集群野战领率机关，后改为远东第一方面军野战领率机关。

## 战役序列
1944年9月1日，自北向南:
- 苏联诸兵种合成第14軍团（英语：14th Army (Soviet Union)）
  - 苏联轻型山地步兵第126军（英语：126th Light Mountain Rifle Corps (Soviet Union)）
    - 海军步兵第72旅
    - 第31滑雪旅

  - 苏联近卫步兵第10师（英语：10th Guards Motor Rifle Division (Soviet Union)）
  - 苏联步兵第14师（英语：14th Rifle Division (Soviet Union)）
  - 第2筑垒地域
- 苏联诸兵种合成第19軍团（英语：19th Army (Soviet Union)） 坎达拉克沙方向
  - 苏联步兵第21师（英语：21st Rifle Division (Soviet Union)）
  - 苏联步兵第67师（英语：67th Rifle Division (Soviet Union)）
  - 苏联步兵第104师（英语：104th Rifle Division (Soviet Union)）
  - 苏联步兵第122师（英语：122nd Rifle Division (Soviet Union)）
  - 苏联步兵第341师（英语：341st Rifle Division (Soviet Union)）
  - 近卫坦克第38旅
  - 独立近卫坦克第73团
  - 独立坦克第88团
- 苏联诸兵种合成第26集团军（英语：26th Army (Soviet Union)） 克斯坚加和乌赫塔方向
  - 苏联步兵第31军（英语：31st Rifle Corps (Soviet Union)）
    - 苏联步兵第83师（英语：83rd Rifle Division (Soviet Union)）
    - 苏联步兵第205师（英语：205th Rifle Division (Soviet Union)）

  - 苏联步兵第132军（英语：132nd Rifle Corps (Soviet Union)）
    - 苏联步兵第54师（英语：54th Rifle Division (Soviet Union)）
    - 苏联步兵第367师（英语：367th Rifle Division (Soviet Union)）

  - 苏联步兵第45师（英语：45th Rifle Division (Soviet Union)）
- 苏联诸兵种合成第32集团军（英语：32nd Army (Soviet Union)） 梅德韦日耶戈尔斯克方向
  - 苏联轻型山地步兵第127军（英语：127th Light Mountain Rifle Corps (Soviet Union)） (127 лгск)
    - 苏联步兵第27师（英语：27th Rifle Division (Soviet Union)）

  - 苏联步兵第131军（英语：131st Rifle Corps (Soviet Union)）军部
  - 苏联步兵第176师（英语：176th Rifle Division (Soviet Union)）
  - 苏联步兵第289师（英语：289th Rifle Division (Soviet Union)）
  - 苏联步兵第313师（英语：313th Rifle Division (Soviet Union)）
  - 苏联步兵第368师（英语：368th Rifle Division (Soviet Union)）
  - 海军步兵第3、第69、第70旅
  - 第33滑雪旅
  - 独立海军步兵第31营
- 苏联诸兵种合成第7集团军（英语：7th Army (Soviet Union)）
  - 苏联步兵第4军（英语：4th Rifle Corps (Soviet Union)） (4 ск)
    - 苏联步兵第114师（英语：114th Rifle Division (Soviet Union)）
    - 苏联步兵第272师（英语：272nd Rifle Division (Soviet Union)）

  - 苏联步兵第99军（英语：99th Rifle Corps (Soviet Union)）
- 苏联步兵第18师（英语：18th Rifle Division (Soviet Union)）
- 苏联步兵第65师（英语：65th Rifle Division (Soviet Union)）
- 苏联步兵第310师（英语：310th Rifle Division (Soviet Union)）
  - 第30，第32滑雪旅
  - 第150，第162筑垒地域
  - 第149、第633、第1942军属炮兵团
  - 第989榴炮团
- 苏联空军第7集团军（英语：7th Air Army） 1942年年底由方面军航空兵部队组建
  - 苏联近卫混成航空兵第1师（英语：16th Guards Fighter Aviation Division）
  - 苏联混成航空兵第257师（英语：257th Mixed Aviation Division）
  - 苏联混成航空兵第260师（英语：260th Mixed Aviation Division）
  - 苏联混成航空兵第261师（英语：261st Mixed Aviation Division）
  - 苏联歼击航空兵第324师（英语：324th Fighter Aviation Division）
  - 歼击航空兵第858团
  - 204 крап, 121 оапс, 108, 119 раэ, 118 драэ
- 北方舰队(司令戈洛夫科海军少将，1941年9月16日晋升为海军中将)

## 司令员
- 瓦列里安·亚历山德罗维奇·弗罗洛夫（英语：Valerian Frolov）中将、上将 (September 1941 – February 1944)
- 基里尔·阿法纳西耶维奇·梅列茨科夫大将、元帅 (February 1944 – May 1945)